# The Haunting (pel·lícula de 1963)
The Haunting és una pel·lícula britànica dirigida per Robert Wise, estrenada el 1963.

## Argument
Per tal de seguir les seves experiències amb parapsicologia, el professor Markway reuneix un grup de persones en un vell casal. Des de la primera nit, els hostes del professor són terroritzats per sorolls insòlits. Eleanor és a la vora de la depressió i el professor li aconsella marxar però ella refusa pretenent que la casa la reté.

## Repartiment
- Julie Harris: Eleanor 'Nell' Lance
- Claire Bloom: Theodora 'Theo'
- Richard Johnson: el professor John Markway
- Russ Tamblyn: Luke Sanderson
- Fay Compton: Sra. Sanderson
- Valentine Dyall: Mr Dudley
- Rosalie Crutchley: Sra. Dudley
- Lois Maxwell: Grace Markway
- Diane Clare: Carrie Fredericks
- Ronald Adam: Eldridge Harper

## Al voltant de la pel·lícula
- El rodatge va començar el 1962 i va tenir lloc a Alderminster, Borehamwood i Stratford-upon-Avon (sobretot al casal d'Ettington Hall, per a les preses exteriors, que ha esdevingut després un hotel de luxe).
- Jan De Bont va realitzar el remake Obsessió el 1999.
- La novel·la "The Library" d'Hester Holland (1933) ha pogut ser també una font d'inspiració per al "personatge" de la casa vivent.

## Nominacions
- Globus d'Or al millor director 1964 per Robert Wise